# Метт Тернер
Метт Тернер (англ. Matt Turner, нар. 24 червня 1994, Парк-Ридж) — американський футболіст, Воротар американського «Нью-Інгленд Революшн» і національної збірної США. 
У складі збірної — володар Золотого кубка КОНКАКАФ.

## Клубна кар'єра
Народився 24 червня 1994 року в місті Парк-Ридж (Нью-Джерсі). Вихованець футбольної школи «Фейрфілд Стагс».
У дорослому футболі починав грати за команди «Джерсі Експресс» та «Річмонд Кікерз».
Своєю грою за останню команду привернув увагу представників тренерського штабу клубу елітної північноамериканської ліги MLS «Нью-Інгленд Революшн», до складу якого приєднався 2017 року. Відіграв за команду з Массачусетса наступні п'ять сезонів своєї ігрової кар'єри. Більшість часу, проведеного у складі «Нью-Інгленд Революшн», був основним голкіпером команди.
Влітку 2022 року за 6 мільйонів євро перейшов до лондонського «Арсенала», з яким уклав чотирирічний контракт. В Англії став одним із дублерів Аарона Ремсдейла, отримуючи досвід офіційних ігор лише в матчах Ліги Європи УЄФА.

## Виступи за збірну
2021 року дебютував в офіційних матчах у складі національної збірної США.
Був основним голкіпером збірної у розіграші Золотого кубка КОНКАКАФ 2021 року, де вона здобула черговий титул континентального чемпіона, а сам Тернер захищав її ворота в усіх шести іграх турніру, пропустивши в них лише один гол.
Наступного року був включений до заявки команди США на чемпіонат світу 2022 у Катарі.
| Дата       | Місто                | Господарі | Результат  | Гості                | Турнір                                   | Голи | Примітки |
| ---------- | -------------------- | --------- | ---------- | -------------------- | ---------------------------------------- | ---- | -------- |
| 1-2-2021   | Орландо              | США       | 7 – 0      | Тринідад і Тобаго    | товариський матч                         | -    |          |
| 11-7-2021  | Канзас-Сіті          | США       | 1 – 0      | Гаїті                | Кубок КОНКАКАФ 2021 - 1-й етап           | -    |          |
| 14-7-2021  | Канзас-Сіті          | Мартиніка | 1 – 6      | США                  | Кубок КОНКАКАФ 2021 - 1-й етап           | -1   |          |
| 18-7-2021  | Канзас-Сіті          | США       | 1 – 0      | Канада               | Кубок КОНКАКАФ 2021 - 1-й етап           | -    |          |
| 25-7-2021  | Арлінгтон            | США       | 1 – 0      | Ямайка               | Кубок КОНКАКАФ 2021 - чвертьфінал        | -    |          |
| 29-7-2021  | Остін (Техас)        | Катар     | 0 – 1      | США                  | Кубок КОНКАКАФ 2021 - півфінал           | -    |          |
| 1-8-2021   | Парадайз             | США       | 1 – 0 д.ч. | Мексика              | Кубок КОНКАКАФ 2021 - Фінал              | -    |          |
| 2-9-2021   | Сан-Сальвадор        | Сальвадор | 0 – 0      | США                  | Відбір до ЧС 2022                        | -    |          |
| 5-9-2021   | Нашвілл              | США       | 1 – 1      | Канада               | Відбір до ЧС 2022                        | -1   |          |
| 8-9-2021   | Сан-Педро-Сула       | Гондурас  | 1 – 4      | США                  | Відбір до ЧС 2022                        | -1   |          |
| 7-10-2021  | Остін (Техас)        | США       | 2 – 0      | Ямайка               | Відбір до ЧС 2022                        | -    |          |
| 10-10-2021 | Панама               | Панама    | 1 – 0      | США                  | Відбір до ЧС 2022                        | -1   |          |
| 18-12-2021 | Лос-Анджелес         | США       | 1 – 0      | Боснія і Герцеговина | товариський матч                         | -    |          |
| 27-1-2022  | Колумбус             | США       | 1 – 0      | Сальвадор            | Відбір до ЧС 2022                        | -    |          |
| 30-1-2022  | Гамільтон            | Канада    | 2 – 0      | США                  | Відбір до ЧС 2022                        | -2   |          |
| 2-2-2022   | Сент-Пол (Міннесота) | США       | 3 – 0      | Гондурас             | Відбір до ЧС 2022                        | -    |          |
| 2-6-2022   | Цинциннаті           | США       | 3 – 0      | Марокко              | товариський матч                         | -    |          |
| 11-6-2022  | Остін (Техас)        | США       | 5 – 0      | Гренада              | Ліга націй КОНКАКАФ 2022-2023 - 1-й етап | -    |          |
| 23-9-2022  | Дюссельдорф          | Японія    | 2 – 0      | США                  | товариський матч                         | -2   |          |
| Усього     |                      | Матчів    | 19         |                      | Голів                                    | -8   |          |

## Титули і досягнення

### Клубні
- Володар Суперкубка Англії (1):

«Арсенал»: 2023
- Володар Кубка Англії (1):

«Крістал Пелес»: 2024-25

### Збірні
- Володар Золотого кубка КОНКАКАФ (1): 2021
- Переможець Ліги націй КОНКАКАФ (1): 2023

### Особисті
- Включений до Команди сезону MLS: 2021